# NGC 442
NGC 442 este o galaxie spirală situată în constelația Balena. A fost descoperită în 21 octombrie 1886 de către Lewis Swift.